# Vlag van Occitanie

Vlag van de regio Occitanie

De vlag van Occitanie vertegenwoordigt de culturele en historische regio Occitanië. Sinds 2016 is er ook een administratieve regio met de naam Occitanie, die een eigen vlag heeft.

## Vlag van de historische en culturele regio
De vlag van de historische regio bestaat in twee varianten:
- een variant zonder ster, die veel wordt gebruikt. Dit is de variant die officieel wordt gebruikt door de stad Montpellier.
- een variant met de félibres-ster, bedoeld om hem te onderscheiden van de vlag van Languedoc. Dit is de variant die officieel wordt gebruikt door de stad Agen en de Occitaanse gemeenten in Italië.

? Occitanie vlag (met ster) ratio 2:3.
? ? Occitanie vlag (zonder ster) ratio: 2:3.

In de Occitaanse valleien van Italië organiseren veel gemeenten op grond van wet 482-99 inzake de bescherming van taalminderheden een ceremonie, om de Occitaanse vlag op officiële gebouwen te plaatsen. Er wordt een tekst voorgelezen in het Occitaans en het Italiaans, waarin de redenen voor de ceremonie worden uitgelegd, en vervolgens wordt de vlag gehesen op de klanken van Se canta. Deze ceremonie werd voor het eerst gehouden in Frankrijk in het dorp Baratier, in de regio Hautes-Alpes, op 19 november 2006. In de regio Piëmont werd deze praktijk in 2007 officieel gemaakt voor alle historische minderheden door een regionale wet.
De ster werd in de jaren 1970 aan de vlag toegevoegd op voorstel van François Fontan en de Parti de la nation occitane. Het vertegenwoordigt de eenheid van het Occitaans sprekende grondgebied, dat zeven historische regio's omvat: Gascogne, Guyenne, Languedoc, Limousin, Auvergne, Dauphiné en Provence. De ster is ook het symbool van de Félibrige's, wiens beschermheilige Estelle de Saintes is. Een variant toont de ster rechtsboven in plaats van linksboven.

## Vlag van de administratieve regio Occitanie

? ? Vlag gebruikt door de regionale raad van Occitanie. ratio 2:3.
? De vlag van de regionale raad is gebaseerd op het vierkante logo. ratio 2:3.
? ? De vlag van de regionale raad is gebaseerd op het rechthoekige logo. ratio 2:3.
? ? ? De vlag van de regionale raad met het rechthoekige logo (achterzijde). ratio 2:3.

De vlag van de Conseil Régional is gebaseerd op het logo en bestaat in twee varianten, die de gebruiken van de twee samengevoegde regio's (Languedoc-Roussillon en Midi-Pyrénées) weergeven:
- de versie gebaseerd op het vierkante logo wordt gebruikt door de regio Midi-Pyrénées,
- de versie gebaseerd op het rechthoekige logo wordt gebruikt door de regio Languedoc-Roussillon,
- de vlag van de regionale raad wordt vergezeld door die van Languedoc en Roussillon, zoals het geval was in Languedoc-Roussillon.

? De vlag van Languedoc bij de vlag van de Conseil Régional. ratio 2:3.
? ? De vlag van Roussillon bij de vlag van de regionale raad. ratio 2:3.